# Neochoerus
Neochoerus (gr.: "nuevo cerdo") es un género extinto de roedor estrechamente relacionado con el carpincho. Se han encontrado restos fósiles de Neochoerus en México, Estados Unidos y Colombia.

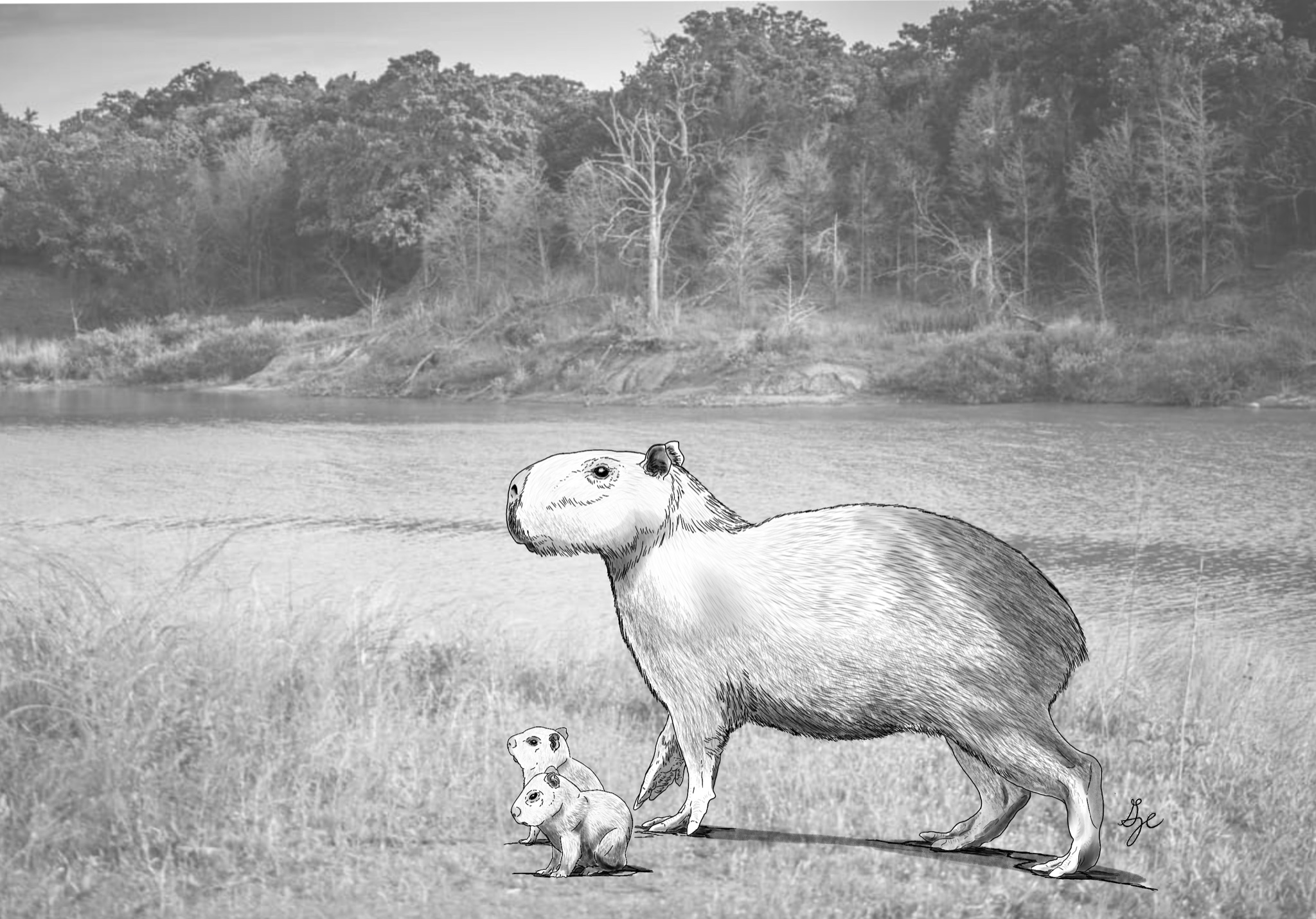
Reconstrucción artística de N. pinckneyi con sus crías

## Especies
- †Neochoerus aesopi Leidy, 1853
- †Neochoerus occidentalis
- †Neochoerus cordobai
- †Neochoerus pinckneyi Hay, 1923
- †Neochoerus sirasakae
- †Neochoerus sulcidens
- †Neochoerus tarijensis